# ديفيد اوليفر (قافز حواجز)
ديفيد اوليفر (بالإنجليزية: David Oliver)‏ مواليد 24 أبريل 1982 في دنفر، هو قافز حواجز أمريكي متخصص في 110 متر حواجز. فاز بالميدالية الذهبية في بطولة العالم لألعاب القوى.

## سجل المنافسة
| العام | المسابقة                                    | المكان   | المركز | ملاحظة      |
| ----- | ------------------------------------------- | -------- | ------ | ----------- |
| 2006  | نهائي ألعاب القوى العالمي 2006              | شتوتغارت | 5      | 110 م حواجز |
| 2007  | بطولة العالم لألعاب القوى 2007              | أوساكا   | 4      |             |
| 2008  | بطولة العالم لألعاب القوى داخل الصالات 2008 | بلنسية   | 4      |             |
| 2008  | الألعاب الأولمبية الصيفية 2008              | بكين     | 3      |             |
| 2008  | نهائي ألعاب القوى العالمي 2008              | شتوتغارت | 1      | 110 م حواجز |
| 2010  | بطولة العالم لألعاب القوى داخل الصالات 2010 | الدوحة   | 3      |             |
| 2010  | الدوري الماسي 2010                          |          | 1      | 110 م حواجز |
| 2013  | الدوري الماسي 2013                          |          | 1      |             |
| 2013  | بطولة العالم لألعاب القوى 2013              | موسكو    | 1      |             |
| 2015  | بطولة العالم لألعاب القوى 2015              | بكين     | 7      |             |

## روابط خارجية
- ديفيد اوليفر على موقع الاتحاد الدولي لألعاب القوى (الإنجليزية)
- ديفيد اوليفر على موقع الاتحاد الأمريكي لسباقات المضمار والميدان (الإنجليزية)
- ديفيد اوليفر على موقع الدوري الماسي (الإنجليزية)
- ديفيد اوليفر على موقع اللجنة الأولمبية الدولية (الإنجليزية)
- ديفيد اوليفر على موقع أوليمبيديا (الإنجليزية)
- ديفيد اوليفر على موقع اللجنة الأولمبية والبارالمبية الأمريكية (الإنجليزية)